# Trochocarpa papuana
Trochocarpa papuana är en ljungväxtart som först beskrevs av Charles Henry Wright, och fick sitt nu gällande namn av Herman Otto Sleumer. Trochocarpa papuana ingår i släktet Trochocarpa och familjen ljungväxter. Inga underarter finns listade i Catalogue of Life.